# Альдо Серена
Альдо Серена (італ. Aldo Serena, * 25 червня 1960, Монтебеллуна) — колишній італійський футболіст, нападник. По завершенні ігрової кар'єри — спортивний коментатор.
Насамперед відомий виступами за клуб «Інтернаціонале», а також національну збірну Італії.
Володар Кубка Італії. Чотириразовий чемпіон Італії. Володар Суперкубка Італії з футболу. Володар Кубка УЄФА. Володар Міжконтинентального кубка.

## Клубна кар'єра
Вихованець футбольної школи клубу «Монтебеллуна» з рідного містечка. Дорослу футбольну кар'єру розпочав 1977 року в основній команді того ж клубу, в якій провів один сезон, взявши участь у 29 матчах чемпіонату.
Згодом, з 1978 по 1984 перебував на контракті в міланському «Інтернаціонале». Крім «Інтера», у складі якого став володарем Кубка Італії, встиг за цей час пограти на умовах оренди за команди «Комо», «Барі», та «Мілана».
Протягом 1984—1987 років виступав за команди з Турина, спочатку за «Торіно», а з 1985 — за «Ювентус». У складі останнього ставав чемпіоном Італії та володарем Міжконтинентального кубка.
1987 року повернувся до «Інтернаціонале». Цього разу відіграв за «нераззуррі» наступні чотири сезони своєї ігрової кар'єри. Більшість часу, проведеного у складі «Інтернаціонале», був основним гравцем атакувальної ланки команди. У складі «Інтернаціонале» був одним з головних бомбардирів команди, маючи середню результативність на рівні 0,39 голу за гру першості. За цей час додав до переліку своїх трофеїв ще один титул чемпіона Італії, ставав володарем Суперкубка Італії з футболу, володарем Кубка УЄФА.
Завершив професійну ігрову кар'єру у клубі «Мілан», у складі якого знову грав на орендних умовах. Прийшов до команди 1991 року, захищав її кольори до припинення виступів на професійному рівні у 1993. За цей час додав до переліку своїх трофеїв ще два титули чемпіона Італії, хоча до складу команди у ці роки потрапляв вкрай нерегулярно.

## Виступи за збірну
1984 року дебютував в офіційних матчах у складі національної збірної Італії. Протягом кар'єри у національній команді, яка тривала 7 років, провів у формі головної команди країни 23 матчі, забивши 5 голів. У складі збірної був учасником чемпіонату світу 1986 року у Мексиці, чемпіонату світу 1990 року в Італії, на якому команда здобула бронзові нагороди.
| Дата       | Місто     | Господарі  | Результат             | Гості     | Турнір                | Голи | Примітки         |
| ---------- | --------- | ---------- | --------------------- | --------- | --------------------- | ---- | ---------------- |
| 08/12/1984 | Пескара   | Італія     | 2 – 0                 | Польща    | товариський матч      | -    | вийшов на 79'    |
| 05/02/1985 | Дублін    | Ірландія   | 1 – 2                 | Італія    | товариський матч      | -    | вийшов на 72'    |
| 16/11/1985 | Хожув     | Польща     | 1 – 0                 | Італія    | товариський матч      | -    |                  |
| 05/02/1986 | Авелліно  | Італія     | 1 – 2                 | ФРН       | товариський матч      | 1    |                  |
| 11/05/1986 | Неаполь   | Італія     | 2 – 0                 | КНР       | товариський матч      | -    | вийшов на 46'    |
| 15/11/1986 | Мілан     | Італія     | 3 – 2                 | Швейцарія | Відбір до ЧЄ 1988     | -    | вийшов на 41'    |
| 28/05/1987 | Осло      | Норвегія   | 0 – 0                 | Італія    | товариський матч      | -    | вийшов на 79'    |
| 10/06/1987 | Цюрих     | Італія     | 3 – 1                 | Аргентина | товариський матч      | -    | вийшов на 49'    |
| 22/12/1988 | Перуджа   | Італія     | 2 – 0                 | Шотландія | товариський матч      | -    |                  |
| 22/02/1989 | Піза      | Італія     | 1 – 0                 | Данія     | товариський матч      | -    |                  |
| 25/03/1989 | Відень    | Австрія    | 0 – 1                 | Італія    | товариський матч      | -    | замінений на 21' |
| 22/04/1989 | Верона    | Італія     | 1 – 1                 | Уругвай   | товариський матч      | -    |                  |
| 26/04/1989 | Таранто   | Італія     | 4 – 0                 | Угорщина  | товариський матч      | -    | вийшов на 46'    |
| 11/11/1989 | Віченца   | Італія     | 1 – 0                 | Алжир     | товариський матч      | 1    | вийшов на 70'    |
| 15/11/1989 | Лондон    | Англія     | 0 – 0                 | Італія    | товариський матч      | -    | вийшов на 76'    |
| 21/12/1989 | Кальярі   | Італія     | 0 – 0                 | Аргентина | товариський матч      | -    |                  |
| 21/02/1990 | Роттердам | Нідерланди | 0 – 0                 | Італія    | товариський матч      | -    | вийшов all'82'   |
| 31/03/1990 | Базель    | Швейцарія  | 0 – 1                 | Італія    | товариський матч      | -    | вийшов на 58'    |
| 25/06/1990 | Рим       | Італія     | 2 – 0                 | Уругвай   | ЧС 1990 - 1/8 фіналу  | 1    | вийшов на 52'    |
| 30/06/1990 | Рим       | Італія     | 1 – 0                 | Ірландія  | ЧС 1990 - чвертьфінал | -    | вийшов на 71'    |
| 03/07/1990 | Неаполь   | Аргентина  | 1 – 1 д.ч. (4-3 п.п.) | Італія    | ЧС 1990 - півфінал    | -    | вийшов на 70'    |
| 17/10/1990 | Будапешт  | Угорщина   | 1 – 1                 | Італія    | Відбір до ЧЄ 1992     | -    | вийшов all'81'   |
| 03/11/1990 | Рим       | Італія     | 0 – 0                 | СРСР      | Відбір до ЧЄ 1992     | -    | вийшов на 70'    |
| 22/12/1990 | Лімасол   | Кіпр       | 0 – 4                 | Італія    | товариський матч      | 2    |                  |
| Усього     |           | Матчів     | 24                    |           | Голів                 | 5    |                  |

## Титули і досягнення

### Командні
- Володар Кубка Італії (1):

«Інтернаціонале»: 1981–82
- Чемпіон Італії (4):

«Ювентус»: 1985–86: «Інтернаціонале»: 1988–89
«Мілан»: 1991–92, 1992–93
- Володар Суперкубка Італії з футболу (1):

«Інтернаціонале»: 1989
- Володар Кубка УЄФА (1):

«Інтернаціонале»: 1990–91
- Володар Міжконтинентального кубка (1):

«Ювентус»: 1985
- Бронзовий призер чемпіонату світу: 1990

### Особисті
- Найкращий бомбардир Серії A (1):

1988-89 (22)